# Griseldis (Courths-Mahler)
Griseldis ist ein Roman, den Hedwig Courths-Mahler 1917 beim Leipziger Rothbarth-Verlag veröffentlicht hat und der wie alle Arbeiten dieser Autorin der Trivialliteratur zugerechnet wird. Der Schauer-, Kriminal- und Liebesroman ist eine Bearbeitung des Griseldis-Stoffes.

## Handlung
Ort der Handlung ist der fiktive ländlich gelegene deutsche Grafensitz Treuenfels, die Zeit die Gegenwart der Autorin, also die 1910er Jahre. Graf Harro von Treuenfels hatte von einer Indienreise um des schönen Behältnisses willen ein Fläschchen Gift mitgebracht, das er in einem Geheimfach seines Schreibtisches sicher verwahrt glaubte, bis seine Frau Alice eines Tages tot in ihrem Bett aufgefunden wurde. Da das Gift, an dem sie verstarb, offensichtlich aus seinem Besitz stammte und er angesichts der schrillen Lebenslustigkeit und Untreue von Alice auch ein Tatmotiv hatte, war Harro in Untersuchungshaft und vor Gericht gekommen, aus Mangel an Beweisen aber freigesprochen worden. Die Standesgenossen, darunter auch sein enger Freund, Baron Fritz Dahlheim, schneiden ihn daraufhin. Nur zwei Personen stehen weiter treu zu ihm: Töchterchen Gilda und die ebenfalls im Hause lebende Cousine Beate. Beate, eine ältliche Jungfer, ist in obsessiver Liebe zu ihrem Vetter entbrannt und schöpft nun Hoffnung, ihn endlich für sich gewinnen zu können.
Da Gildas französische Erzieherin nach dem Skandal das Weite gesucht hat, wird Ersatz gesucht. Die Wahl fällt auf Freiin Griseldis von Ronach. Diese hatte bis vor kurzem mit ihrem Vater gelebt, einem vorzeitig aus der Armee entlassenen und seitdem verbitterten Major, und ihm mit ihrer Lebensfrische und Tapferkeit die letzten Lebensjahre versüßt. Da er sie mittellos zurückließ, wirkt sie nun als Gesellschafterin im adligen Damenstift St. Marien. Dort verbreitet sie nicht nur bei den Stiftsdamen Frohsinn, sondern wird auch von der Oberin, Anna Gräfin Salitz-Halm, bei Familienkummer stets ins Vertrauen gezogen. Diese Kummer bereitende Familie schließt unter anderem auch den entfernt verwandten Harro ein. Griseldis ist durch die Nähe zur Oberin mit dessen Geschichte von vornherein bestens vertraut. Und nicht nur das: bereits beim ersten Blick auf seine Fotografie hatte sie sich leidenschaftlich in ihn verliebt.
Als Griseldis auf Schloss Treuenfels einzieht, sieht Cousine Beate in ihr zu Recht eine Rivalin um Harros Liebe und empfängt sie mit großer Gefühlskälte. Ganz anders Harro, der sich sofort zu ihr hingezogen fühlt, was sich noch verstärkt, als Griseldis bekennt, dass sie fest an seine Unschuld glaubt. Griseldis hat von da an nur ein Ziel: Harro wieder glücklich zu machen, indem sie seine Unschuld beweist. Ein Traum bringt sie auf eine erste Spur: die Ursachen von Alices Tod haben irgendetwas mit ihrem Schlafzimmer zu tun. In ihrem eigenen Zimmer, das direkt über Alices liegt, entdeckt Griseldis hinter einem Goldrahmen einen verborgenen Schacht.
Griseldis betätigt sich zu Harros Gunsten aber nicht nur kriminalistisch, sondern auch als Diplomatin: Während eines Spazierganges begegnet sie überraschend Tilly, einer alten Freundin, die von ihrer Verlobung mit Fritz Dahlheim berichtet. Auf Griseldis’ Bitte hin verspricht Tilly, sich bei ihrem Verlobten für Harro einzusetzen. Griseldis führt ihre Recherchen fort und lässt sich von Harro den an die Schlafzimmer angrenzenden, aber unbenutzten und schwer zugänglichen Schlossturm zeigen. Im Innern entdeckt sie einen Goldrahmen, der offenbar ebenso Zugang zu einem verborgenen Schacht bietet wie der Rahmen in ihrem eigenen Zimmer. Als sie erstmals Alices Schlafzimmer erkundet, entdeckt sie auch dort, und zwar direkt über dem Nachttisch, eine geheime Öffnung zum Schacht hin. Sie studiert die Chronik des Schlosses und entdeckt, dass vor langer Zeit ein Ahnherr zwischen Turm und Schlafzimmern einen geheimen Verbindungsgang angelegt hatte.
Griseldis’ diplomatische Intervention hat Erfolg: Dahlheim nimmt seinen freundschaftlichen Kontakt zu Harro wieder auf. Dieser erklärt Griseldis seine Liebe und bittet sie um ihre Hand. Griseldis fürchtet, dass er die Verbindung mit einer verarmten Frau nach seiner Rehabilitierung bereuen könnte, und sagt zwar Ja, bittet ihn aber um einen Aufschub. Erst will sie ihn rehabilitieren. Um Beates Gefühle zu schonen, will Harro sie noch vor seiner Heirat mit Griseldis aus dem Haus bekommen. Beate reagiert auf den Vorschlag, anderswo zu leben, aber mit Verzweiflung und macht ihm eine Szene, in deren Verlauf sie ihm auch ihre Liebe gesteht.
Griseldis führt ihre heimliche Untersuchung fort und entdeckt nicht nur den gesamten Geheimgang zwischen Turm und Schlafzimmern, sondern auch einen Ring, den Beate darin verloren hat. Die eifersüchtige Cousine war es, die Alices Nachttrunk vergiftet hat. Beate hat Griseldis’ Herumstöbern seit langem bemerkt und schließt die Widersacherin, die sie zu überführen droht, nun im Geheimgang ein. Anschließend vergiftet sie sich mit dem im Fläschchen noch verbliebenen restlichen Gift.
Als Harro bemerkt, dass Griseldis nicht da ist, vermutet er sie zunächst bei Dahlheims, erfährt dann aber, dass sie dort gar nicht war. Eine fieberhafte Suche beginnt und endet glücklich: Harro findet Griseldis und kann sie befreien. Beate liegt tot in ihrem Zimmer. Tilly und Fritz heiraten, und nun steht auch Harros und Griseldis’ gemeinsamem Glücke nichts mehr im Wege.

## Veröffentlichungsgeschichte und Rezeption
Der Griseldis-Stoff war bereits in der Renaissance verbreitet und danach immer wieder bearbeitet worden, zuletzt von Gerhart Hauptmann (Griselda, Lustspiel, 1909).
Courths-Mahler veröffentlichte ihre Griseldis 1917 (nach einigen Quellen: 1916) beim Leipziger Rothbarth-Verlag. 1919 folgte eine schwedische und 1924 eine finnische Ausgabe, zu denen später auch englische und andere Übersetzungen hinzukamen.
Für die Fernsehreihe „Die Welt der Hedwig Courths-Mahler“ inszenierte Peter Beauvais 1974 eine Adaption Griseldis mit Sabine Sinjen, Klaus Barner und Tatjana Iwanow in den Hauptrollen.

## Ausgaben (Auswahl)
- Hedwig Courths-Mahler: Griseldis. Weltbild, 1994, ISBN 978-3-89350-936-2.
- Hedwig Courths-Mahler: Griseldis. Audible, 2007 (Audible Hörbuch, gelesen von Christiane Hörbiger, gekürzte Fassung).